# Thwing (Adelsgeschlecht)

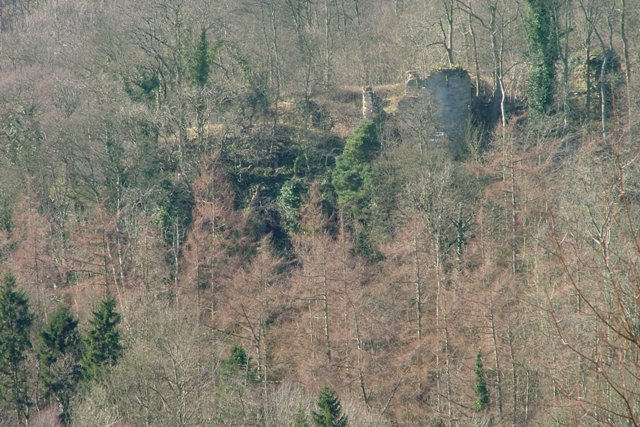
Kilton Castle, Sitz der Familie Thwing nach 1228

Die Familie Thwing (auch Thweng) war ein englisches Adelsgeschlecht, das spätestens ab 1166 zur Gentry von Yorkshire, Lincolnshire und Northumberland gehörte. 1374 starb die Hauptlinie der Familie in männlicher Erbfolge aus.
Möglicherweise stammte die Familie aus Durham und war mit der Familie fitz Marmaduke, den Baronen von Hordern in Durham verwandt. Der erste bekannte Angehörige der Familie war Robert I of Thwing. Dessen Sohn Robert II of Thwing war 1166 als Vasall von William de Percy im Besitz mehrerer Güter in Lincolnshire und vermutlich als Vasall von Adam de Brus auch Besitzer von Thwing südlich von Scarborough in Yorkshire, wonach die Familie sich benannte. Durch Roberts Heirat mit Emma Darel kam er in den Besitz von weiteren Gütern im östlichen Yorkshire, die er als Vasall der Bischöfe von Durham hielt. Vor 1199 wurde sein Sohn Marmaduke I of Thwing sein Erbe, der wie viele andere nordenglische Barone während des Ersten Kriegs der Barone auf der Seite der Adelsopposition gegen den König kämpfte, nach dem Ende des Krieges aber offenbar ein loyaler Unterstützer der Regierung war. Dessen Erbe wurde sein Sohn Robert III of Thwing, der 1231 und 1232 einer der Anführer der antipäpstlichen Unruhen in Nordengland war. Er heiratete Mathilda, die Erbin von William of Kilton, wodurch er Kilton Castle und weitere Besitzungen in Yorkshire erwarb. Vor 1257 erbte sein Sohn Marmaduke II of Thwing die Familiengüter. Dieser hatte durch seine Heirat mit Lucy de Brus die Herrschaft Skelton erworben. Sein Sohn Robert of Thwing starb vor ihm, hinterließ jedoch mit Lucy Thwing eine Tochter. Ihr musste Marmaduke III of Thwing, der zweite Sohn von Marmaduke II, ein Teil des Erbes zugestehen. Marmaduke III of Thwing wurde ab 1307 als Baron Thwing in das Parlament berufen. Er hinterließ drei Söhne, die aber bis 1374 ohne männliche Nachkommen starben. Daraufhin wurden die Familienbesitzungen unter den Töchtern von Marmaduke III bzw. deren Nachkommen aufgeteilt. Der Titel Baron Thwing fiel in Abeyance.
Der später heiliggesprochene Geistliche John of Bridlington (um 1320–1379) wurde gelegentlich als John Thwenge (oder Thwing) bezeichnet und entstammte möglicherweise der Familie.

Wappen von Robert III of Thwing

## Stammliste (Auszug)
1. Robert I of Thwing († vor 1166)
  1. Robert II of Thwing († zwischen 1172 und 1199)
    1. Marmaduke I of Thwing († nach 1234)
      1. Robert III of Thwing († zwischen 1245 und 1257)
        1. Marmaduke II of Thwing († zwischen 1282 und 1284)
          1. Robert of Thwing († 1279)
            1. Lucy Thwing

          2. Marmaduke III of Thwing, 1. Baron Thwing († 1323)
            1. Marmaduke of Thwing (⚔ 1297)
            2. William of Thwing, 2. Baron Thwing († 1341)
            3. Robert of Thwing, 3. Baron Thwing († 1344)
            4. Thomas of Thwing, 4. Baron Thwing († 1374)
            5. Katherine of Thwing ⚭ Ralph Daubeney
            6. Lucy of Thwing ⚭ Robert de Lumley